# Bast (Pflanze)

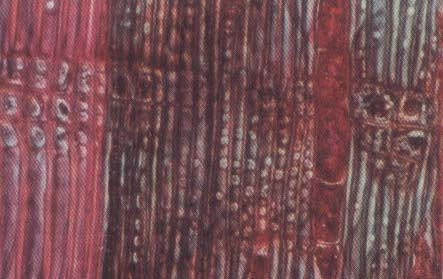
Längsschnitt durch Xylem (ganz rechts) und Phloem (Mitte bis Mitte rechts). Die kleinen Kreise im Phloem sind die Sieb-Zonen der Siebröhrenzellen, die soliden Zonen im Phloem enthalten die Speichergewebszellen (parenchymatische Zellen).

Querschnitt durch einen fünfjährigen Kiefernstamm

Der Bast, genannt auch innere Rinde oder sekundäre Rinde, ist das lebende Gewebe unter der Borke von Bäumen und anderen verholzten Pflanzen (sekundäres Phloem).

## Funktion
Dieses Bastgewebe leitet in Wasser gelöste Nährstoffe – Saccharose (als Transportform der Glucose), Ionen, sekundäre Pflanzenstoffe – von der Krone in die Wurzeln; selten auch in umgekehrter Richtung (der Transport von den Wurzeln zur Krone erfolgt normalerweise über das Splintholz).

## Bestandteile
Bast besteht aus Siebröhrenzellen (welche die Siebröhren bilden), Geleitzellen, Bastfasern und Speicherzellen. Deshalb ist das Bastgewebe eines lebenden Baumes feucht und im Verhältnis zum Holz und zur Borke sehr weich, aber immer auch zäh und sehr widerstandsfähig.
Die Phloemfasern sind flexible, lange Zellen, auf welche weichere Fasern aufbauen (z. B. in Flachs oder Hanf). Der verkorkte Bast bildet die Schutzschicht für Sprossachse und Wurzel bei Pflanzen.
Kambium ist die für das Dickenwachstum verantwortliche Schicht zwischen Bast und Holz.

## Geschichte
Die schon früher auch als „innere Rinde“ bezeichneten Bastfasern von Bäumen (insbesondere Eiche, Linde, Weide und Ulme) wurden bereits im Mesolithikum für grobe Geflechte, Netze, Schnüre, Seile und Textilien genutzt.
Die durch Rösten, ein Verfahren zur Gewinnung der widerstandsfähigen Fasern, behandelten Rohmaterialien fanden sich verarbeitet in den zirkumalpinen Feuchtbodensiedlungen des Neolithikums. Aus der Cortaillod-Kultur und der Egolzwiler Kultur ist besonders Eichenbast überliefert, aus der Schnurkeramik vor allem Lindenbast.

## Verwendung
Auch heute noch werden aus Rindenbast Rindenbaststoffe (z. B. Tapa-Rindenbaststoff in Polynesien und Melanesien) hergestellt. In einem Band aus Fichtenbast eingewickelt reifen die Käsesorten Vacherin Mont-d’Or und Vacherin du Haut-Doubs, was ihren Geschmack ausschlaggebend beeinflusst.

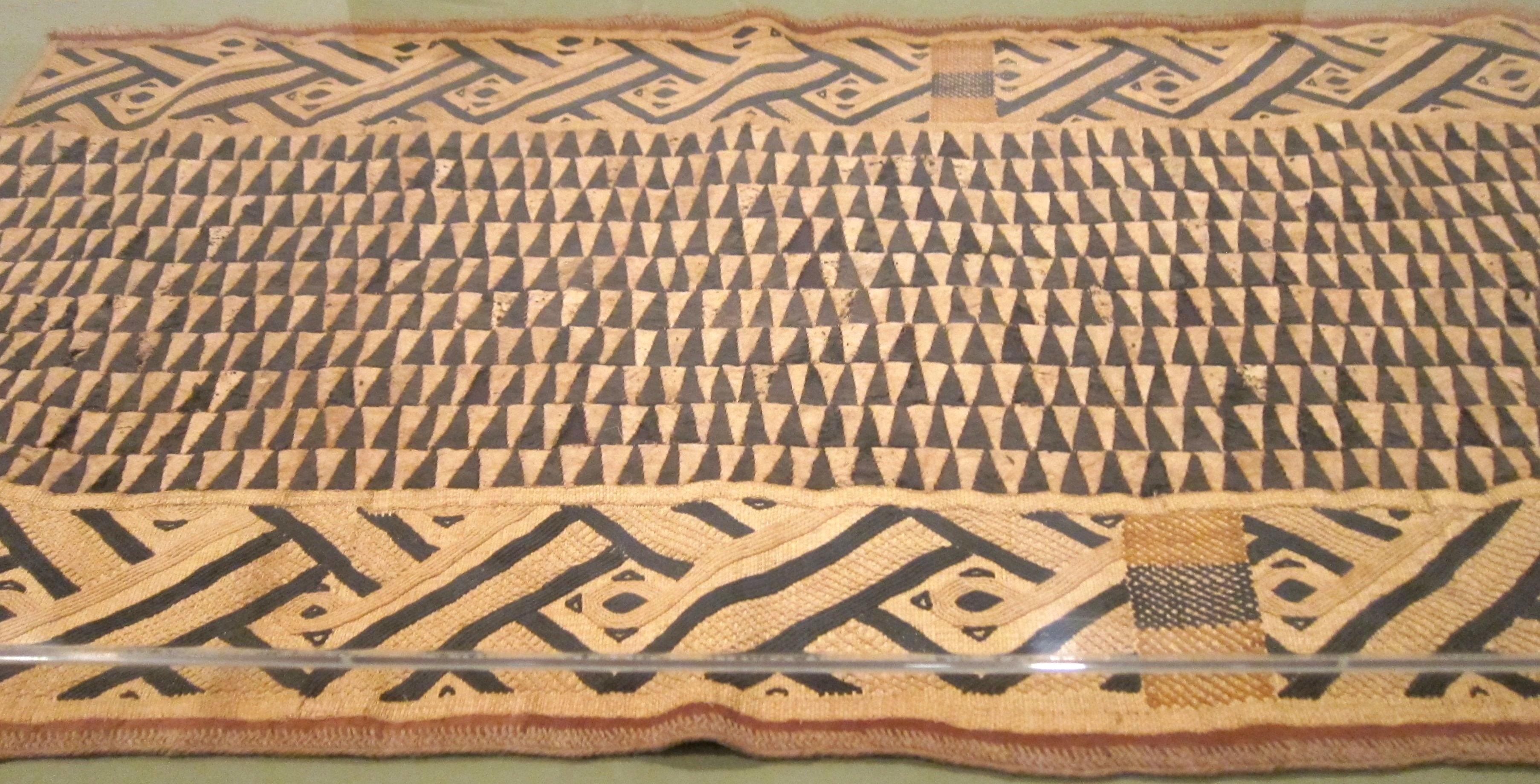
Zeremonieller Umhang aus Rindenbaststoff, Bushong-Volk in der Demokratischen Republik Kongo

Ein Stoff aus gekochtem, in Streifen übereinandergelegtem Rindenbast, der auch im Mexiko des 18. Jahrhunderts v. Chr. nachgewiesen ist, gehört zu den Vorläufern des Papiers.
Aus der Natalfeige Ficus natalensis wird in Buganda, Uganda ein Rindentuch hergestellt.
Uganda ist nur mit diesem Verfahren in der Repräsentativen Liste des immateriellen Kulturerbes der Menschheit vertreten.
In Vietnam war Rindenbaststoff historisch weit verbreitet. Die Herstellung hat in wenigen ländlichen Gebieten bis in die heutige Zeit überlebt.